# Premunizione (figura retorica)
La premunizione (dal latino prae-munitio, fortificare in anticipo) è la figura retorica consistente nel controbattere preventivamente alle possibili obiezioni dell'interlocutore. 
Esempio: «e se qualcuno pensasse che io parlo per interesse risponderò chiaro e tondo che non ho vantaggi personali da queste mie affermazioni!»
A volte ci si riferisce a questa figura retorica anche con il termine prolessi, che però ha un significato più ampio.
Questa figura retorica richiede una certa accortezza nell'uso, per evitare di attirare l'attenzione su effettive manchevolezze con quella che potrebbe essere considerata una excusatio non petita.